# Rácov (hrad)
Rácov je zaniklý hrad u Mladé Boleslavi ve Středočeském kraji. Nachází se na návrší nad zámkem Neuberk v levobřežní části Čejetiček. O hradu se nedochovaly téměř žádné zprávy a ve druhé polovině šestnáctého století byl uváděn jako pustý. Terénní pozůstatky hradu jsou chráněny jako kulturní památka.

## Historie
Jediné nepřímé písemné zmínky o hradu, zvaném také Ráčov, Drácov nebo Dráčov, pochází z roku 1380 a nachází se v přídomcích Václava z Rácova a krátce poté Jakuba z Rácova. Oba muži zastávali církevní posty: Václav byl boleslavským arcijáhenem a Jakub knězem. Pozdější zprávy z let 1576 a 1580 už uvádějí pouze pustý hrad Rácov, který byl součástí boleslavského panství. Zdivo hradu bylo rozebráno a v roce 1738 použito při stavbě sousedního zámku Neuberk. Obecně lze klást dobu existence hradu do třináctého až patnáctého století. Vzhledem ke své velikosti patří mezi objekty na přechodu mezi tvrzí a hradem.

## Stavební podoba

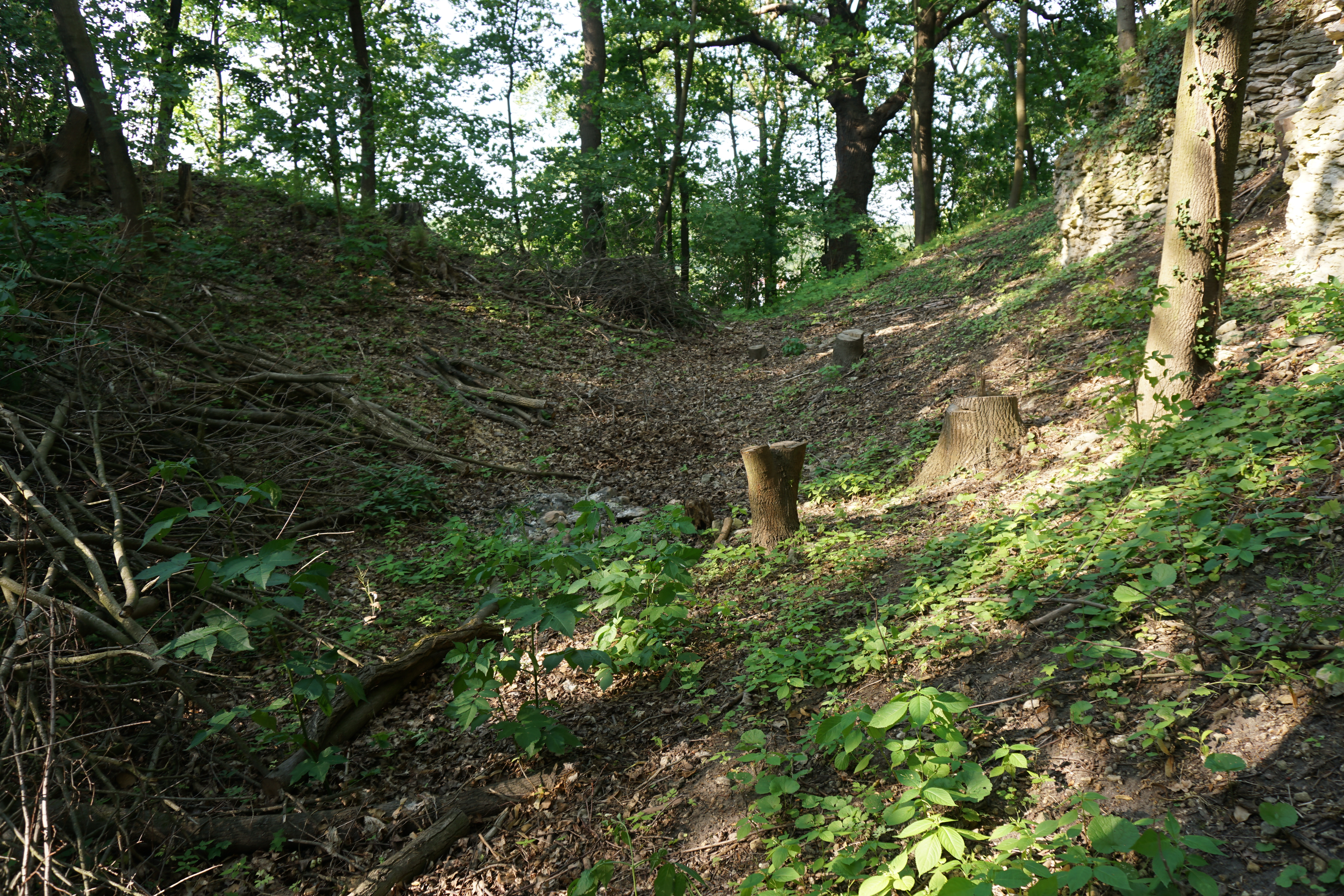
Příkop mezi předhradím a hradním jádrem

Jako staveniště hradu byla vybrána nízká ostrožna nad levým břehem Jizery. Od okolního terénu ji odděluje vnější šíjové opevnění. Tvoří jej nevýrazný vnější příkop, za kterým následuje val a další příkop s dochovanou hloubkou okolo čtyř metrů. Za ním se nacházelo malé předhradí oddělené dalším příkopem od hradního jádra. Valové opevnění se nachází také na klesajícím opyši.

## Přístup
Zbytky hradu jsou volně přístupné, ale nevede k nim žádná turisticky značená trasa.